# Böhmen

Das historische Wappen Böhmens als kleines Staatswappen Tschechiens

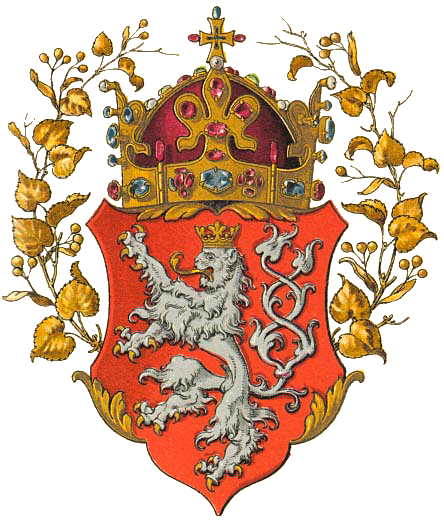
Wappen des Königreichs Böhmen mit der Wenzelskrone

Böhmen (tschechisch Čechy, lateinisch Bohemia) war eines der Länder der Böhmischen Krone. Als ehemaliges Königreich Böhmen bildet es mit Mähren und dem tschechischen Teil Schlesiens das Staatsgebiet des heutigen Tschechien, ist aber keine eigenständige administrative Einheit mehr. Die historische Hauptstadt Böhmens ist Prag, seit 1918 die Hauptstadt der Tschechoslowakei bzw. Tschechiens. Der böhmische Landespatron ist der heilige Wenzel, dem die Wenzelskrone gewidmet ist. Ein weiterer Schutzpatron des Landes ist Johannes von Nepomuk. Die Bewohner werden unabhängig von ihrer Nationalität Böhmen (Plural von Böhme) genannt, daneben wurde aber bis zum Zerfall der Habsburgermonarchie die tschechische Sprache als „böhmisch“ bezeichnet.

## Wappen

Flagge Böhmens (ab 19. Jahrhundert)

Der Böhmische Löwe ist ein aufgerichteter silberner, doppelschwänziger Löwe mit goldener Blätterkrone auf Rot. Er ist in Gold bewehrt und bezungt.
Die Flagge war weiß-rot.

## Geografie

### Lage
Böhmens Fläche beträgt etwa 52.065 km². Es grenzt im Nordosten an Schlesien, im Osten an die historische Region Mähren, im Süden an Ober- und Niederösterreich, im Südwesten und Westen an Bayern und im Nordwesten an Sachsen. Als geometrischer Mittelpunkt wurde der Ďábel bei Petrov ermittelt.
Das historische Dreiländereck mit Mähren und Österreich befindet sich an der Spitze der Böhmischen Saß am Hohen Stein bei Staré Město pod Landštejnem.
Böhmen wird im Wesentlichen begrenzt durch seine vier Randgebirge:
- Böhmerwald (südwestliche Grenze zum österreichischen Mühlviertel und Bayern)
- Erzgebirge (nordwestliche Grenze zu Sachsen)
- Sudeten (nördliche und nordöstliche Grenze zur Oberlausitz und zu Schlesien)
- Böhmisch-Mährische Höhe (östliche Grenze zu Mähren und südliche zum Waldviertel)

Damit bildet es einen Landschaftskessel, bis auf kleine Ausnahmen eingegrenzt durch die Wasserscheiden der Einzugsgebiete von Moldau (Vltava) und Elbe (Labe) (bis zur Grenze mit Deutschland). In Letztere mündet auch die Eger (Ohře), deren Quellgebiet im Fichtelgebirge in Franken liegt.

### Gliederung

Landesteile Tschechiens:
Böhmen
Mähren
Schlesien

Böhmen umfasst die westlichen zwei Drittel Tschechiens. Dazu gehören heute die tschechische Hauptstadt Prag (Praha), die sie umgebende Mittelböhmische Region (Středočeský kraj) und die um diese Region im Uhrzeigersinn liegenden Regionen Reichenberg (Liberecký kraj), Königgrätz (Královéhradecký kraj), der größere Teil des Pardubický kraj, die Westhälfte des Kraj Vysočina, fast die ganze Südböhmische Region (Jihočeský kraj), die Region Pilsen (Plzeňský kraj), der Karlovarský kraj, der Ústecký kraj um Ústí (Aussig) und das heute zur Südmährischen Region (Jihomoravský kraj) gehörende Jobova Lhota.

### Landschaft
Die heutigen Grenzen Böhmens sind weit über 1000 Jahre alt. Nur das Egerland kam erst im späten Mittelalter dazu. Böhmen wird auf drei Seiten durch Berglandschaften umfasst. Es schließt mit dem Fichtelgebirge an die mitteldeutschen Terrassenlandschaften an. Böhmen hängt mit Mähren so eng zusammen, dass man im Raum zwischen Eger, Elbe und Donau einerseits und March und Naab andererseits ein gemeinsames böhmisch-mährisches Terrassenland sehen kann.
Die Einzugsgebiete der Donau und der Oder betragen nur 6,4 % der Landesfläche (3184 km²), während das Einzugsgebiet der Elbe 48.772 km² einnimmt. Zum Flusssystem der Elbe gehört auch die Moldau, die bei Mělník in die Elbe mündet. Im äußersten Osten gibt es einige Bäche, die zur March entwässern, damit geht die Europäische Hauptwasserscheide durch Böhmen.
Das Terrassenland Böhmens wird durch Elbe und Eger, Sázava und Berounka und durch die tiefe Meridianfurche der Moldau gegliedert. Die kleinen, rings umschlossenen Tiefebenen sind:
- Nordböhmisches Becken
- Dolnooharská tabule
- Laun-Saazer Ebene
- Theresienstädter Ebene
- Melniker Ebene
- Nimburger Ebene
- Pardubitzer Ebene
- Südböhmischer Talkessel
  - Budweiser Becken
  - Wittingauer Becken

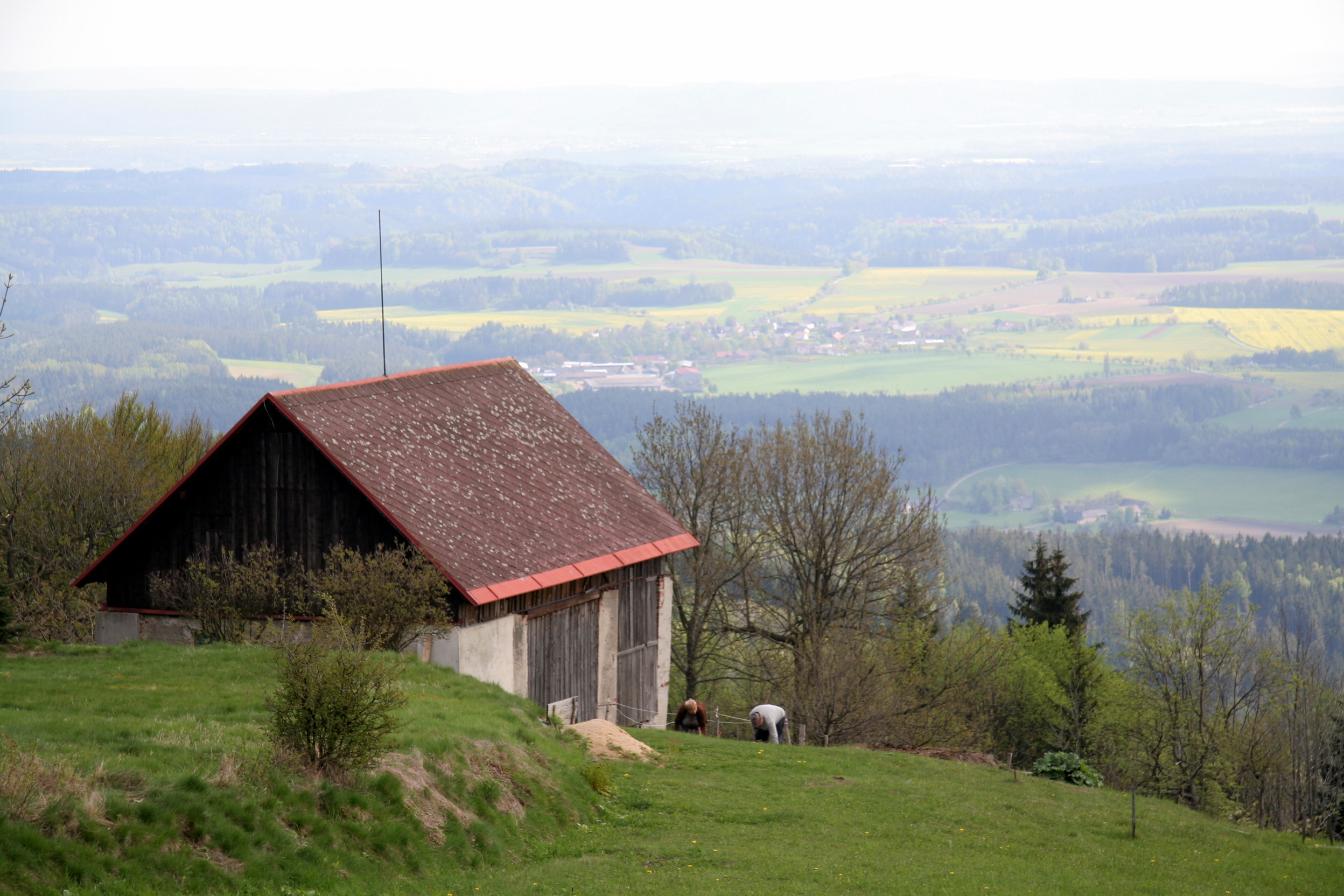
Jeschkenvorland bei Proschwitz

Hier findet man auch zahlreiche Berge:
- Andělská hora (Engelhäuser Berg 713 m)
- Úhošť (Burberg, 591 m)
- Říp (Georgenberg 455 m)
- Tok (Tockberg 853 m)
- Třemšín (Trschemschinberg 822 m)
- Boubín (Kubany 1358 m)

Die natürliche Grenze Böhmens nach Westen bildet der Böhmerwald, der durch das Plateau von Waldsassen mit dem Fichtelgebirge in Verbindung steht.

## Historischer Begriff
Der Name leitet sich von dem keltischen Stamm der Boier (Boiohaemum = Heim der Boier, spätlat.: Bohemia) ab.

## Geschichte
Nach Erlass der Goldenen Bulle durch Karl IV. im Jahr 1356 war der König von Böhmen einer der sieben Kurfürsten, die den römisch-deutschen König wählten. 1806 wurde Böhmen Teil des Kaisertums Österreich und 1918 Teil der Tschechoslowakei.

## Historische Verwaltungsgliederung

### Alte böhmische Kreise
Karl IV. begann in der Mitte des 14. Jahrhunderts, sein Königreich in große Verwaltungseinheiten einzuteilen. Eine solche Verwaltungseinheit hieß in den Urkunden auf Deutsch Kreis, auf Tschechisch kraj und auf Lateinisch circulus. Es gab in Böhmen sieben bis sechzehn Kreise. In Mähren bestanden zwei bis sechs Kreise, in Österreichisch-Schlesien waren es zwei.
Die Anzahl der Kreise und somit auch deren Größe änderte sich mehrmals. Diese Kreiseinteilung galt bis 1862, spielte aber schon kurz nach der Revolution von 1848 praktisch keine Rolle mehr für die Verwaltung.
Die Kreisgliederung (16 Kreise) zwischen 1833 und 1849 nach Johann Gottfried Sommer war:
- Berauner Kreis (Beroun)
- Bidschower Kreis (Nový Bydžov)
- Budweiser Kreis (Budweis)
- Bunzlauer Kreis (Mladá Boleslav)
- Caslaver Kreis (Čáslav)
- Chrudimer Kreis (Chrudim)
- Elbogener Kreis (Loket)
- Kaurimer Kreis (Kouřim)
- Klattauer Kreis (Klatovy)
- Königgrätzer Kreis (Hradec Králové)
- Leitmeritzer Kreis (Litoměřice)
- Pilsner Kreis (Pilsen)
- Prachiner Kreis (Písek, benannt nach der Burg Prácheň)[1]
- Rakonitzer Kreis (Rakovník, Slaný)
- Saazer Kreis (Žatec)
- Taborer Kreis (Tábor)

### Politische Bezirke und Gerichtsbezirke 1850–1938

Verwaltungsgliederung des Königreichs Böhmen 1893

Ab 1850 wurden in allen Gebieten der Monarchie außer Ungarn die alten großen Kreise durch politische Bezirke (Verwaltungsbezirke) ersetzt, von denen jeder aus einem oder mehreren Gerichtsbezirken (der Judikative) bestand. In den österreichischen Bundesländern besteht diese Einteilung bis heute. Normalerweise war ein politischer Bezirk (tschechisch: politický okres) kleiner als ein ehemaliger alter Kreis, und ein Gerichtsbezirk (tschechisch: soudní okres) ist kleiner als ein politischer Bezirk. Es gab im Kronland Böhmen 104 politische Bezirke und darin 229 Gerichtsbezirke. Mähren hatte 32 und Österreichisch-Schlesien neun politische Bezirke.
Diese Bezirkseinteilung galt in Böhmen abgesehen von kleineren Änderungen bis 1938, also auch in der Ersten Tschechoslowakischen Republik. Zur Entwicklung in Mähren und der Slowakei siehe Okres.

### Kreise und Bezirke nach 1938
Durch das Münchner Abkommen vom 29. September 1938 wurde der vorwiegend deutschsprachige Teil Böhmens dem Deutschen Reich zugeschlagen und in Stadt- und Landkreise eingeteilt; übergeordnet waren Regierungsbezirke (die südwestlichen Teile kamen an den Reichsgau Oberdonau, die Gebiete im Böhmerwald an Bayern und der große Rest bildete den Reichsgau Sudetenland). Im Reichsgau Sudetenland gab es fünf Stadtkreise und 52 Landkreise.
Das übrige Böhmen blieb weiterhin in politische Bezirke und Gerichtsbezirke eingeteilt. Dies änderte sich auch nach der  Zerschlagung der Tschechoslowakei und der Errichtung des Protektorats Böhmen und Mähren am 15. März 1939 nicht, wobei allerdings über je einer Gruppe von politischen Bezirken noch ein Oberlandratsbezirk eingeführt wurde. Im Protektorat gab es 67 böhmische und 30 mährische politische Bezirke. Diese Verwaltungsgliederung galt bis zum Ende des Zweiten Weltkrieges.

## Böhmische Kultur
Böhmen war stets eine europäische Region, in der religiöse und ethnische Gegensätze aufeinander trafen. Dies erzeugte Konflikte, aber auch produktive Wechselwirkungen. Die böhmische Kultur ist in ihrer Vielfalt geprägt vom Zusammenwirken und Aufeinanderprallen von tschechischen, deutschen und jüdischen Einflüssen. So war beispielsweise Prag unter den Luxemburgern maßgeblich an der Ausprägung der internationalen Kunst der Parlerzeit beteiligt. Im 19. und 20. Jahrhundert schöpften Schriftsteller wie Adalbert Stifter, Rainer Maria Rilke, Jaroslav Hašek, Franz Kafka, Max Brod, Karel Čapek, Franz Werfel, Johannes Urzidil und Friedrich Torberg sowie Komponisten wie  František Xaver Brixi, Bedřich Smetana, Antonín Dvořák, Leoš Janáček, Gustav Mahler, Julius Fučík (Komponist)und Viktor Ullmann in ihren Werken aus der reichen kulturellen Tradition des Landes.
In der zweiten Hälfte des 19. Jahrhunderts entstand eine alle Disziplinen umfassende tschechische Wissenschafts- und Kulturszene, deren Anspruch sich unter anderem in der Prager Architektur um 1900 ausdrückt. Die deutschböhmische Minderheit (nach 1945 mehrheitlich vertrieben) war nicht weniger produktiv; sie wetteiferte mit dem gesamten deutschen Sprachraum. Das Prager Tagblatt galt als eine der besten deutschsprachigen Zeitungen ihrer Zeit. Die Industrie Böhmens war in Österreich-Ungarn sowie Europa führend. Das Kronland wurde das wohlhabendste Cisleithaniens.
Im Bereich der Tierzucht sind die goldenen Kinsky-Pferde zu nennen, eine seltene Rasse, deren Zucht 1838 in Chlumec von Octavian Joseph Graf Kinsky begründet wurde.
Berühmt sind die Böhmische Küche, das böhmische Bier und die böhmische Blasmusik. Typisch für die böhmische Küche sind Knödel, deftige Fleischgerichte und süße Mehlspeisen (in der österreichischen Wortbedeutung) als Nachtisch. Die kulturellen Traditionen Böhmens sind eng mit denen in Bayern und Österreich verwandt – in der Wiener Küche etwa sind böhmische Einflüsse unverkennbar.
Der Begriff „Bohème“ leitet sich von der französischen Bezeichnung bohémien (ab dem 15. Jahrhundert) für die aus Böhmen kommenden Roma ab. Der Charakter der Herkunftsbezeichnung verlor sich im Französischen wie im Deutschen, so dass bohémien zu einer Bezeichnung unordentlicher, liederlicher Sitten bzw. für die unstete Lebensart in Künstlerkreisen wurde und sich nicht mehr auf die ethnische Zugehörigkeit bezog.
Wenzel von Böhmen und Johannes Nepomuk werden von den Tschechen hoch verehrt.

### Geschichte
- Manfred Alexander: Kleine Geschichte der böhmischen Länder. Reclam, Ditzingen 2008, ISBN 978-3-15-010655-6 (Inhaltsverzeichnis – aktuelle Überblicksdarstellung).
- Joachim Bahlcke, Winfried Eberhard und Miloslav Polívka (Hrsg.): Handbuch der historischen Stätten Böhmen und Mähren. Alfred Kröner Verlag, Stuttgart 1998, ISBN 978-3-520-32901-1.
- Joachim Bahlcke: Geschichte Tschechiens. Vom Mittelalter bis zur Gegenwart. Beck, München 2014, ISBN 978-3-406-66179-2.
- Karl Bosl (Hrsg.): Handbuch der Geschichte der böhmischen Länder. Vier Bände. Hiersemann, Stuttgart 1966–1974; ISBN 978-3-7772-6707-4, ISBN 978-3-7772-7414-0, ISBN 978-3-7772-6827-9 bzw. ISBN 978-3-7772-7012-8 (Inhaltsverzeichnis – detailliertes Standardwerk auf dem Forschungsstand der 1960er Jahre).
- Collegium Carolinum (Hrsg.): Biographisches Lexikon zur Geschichte der böhmischen Länder. Vier Bände, bislang drei erschienen. Oldenbourg/München 1979 ff.; ISBN 978-3-486-49491-4, ISBN 978-3-486-52551-9 u. ISBN 978-3-486-55973-6 (Inhaltsangabe).
- Peter Hilsch: Die böhmischen Länder im Mittelalter. Kohlhammer, Stuttgart 2023, ISBN 978-3-17-041704-5.
- Collegium Carolinum (Hrsg.): Ortslexikon der böhmischen Länder. 1910–1965. Oldenbourg, München/Wien 1983, ISBN 3-486-51761-9.
- Jörg K. Hoensch: Geschichte Böhmens. Von der slavischen [sic] Landnahme bis zur Gegenwart (Beck’s historische Bibliothek). 3., aktualisierte und erg. Auflage. Beck, München 1997, ISBN 3-406-41694-2 (wissenschaftliches Standardwerk).
- Walter Koschmal, Marek Nekula, Joachim Rogall (Hrsg.): Deutsche und Tschechen. Geschichte – Kultur – Politik (Becksche Reihe, 1414). 2., durchges. Aufl., Beck, München 2003, ISBN 3-406-45954-4.
- Jan Křen: Die Konfliktgemeinschaft. Tschechen und Deutsche 1780–1918 (= Veröffentlichungen des Collegium Carolinum, Band 71). Übersetzer Peter Heumos. 2. Auflage. Studienausg. Oldenbourg, München 1999, ISBN 3-486-56449-8 (Standardwerk).
- Heinrich Kunstmann: Böhmens Urslaven und ihr troianisches Erbe. Aus der Vorgeschichte der Přemysliden. Verlag Dr. Kovač, Hamburg 2000, ISBN 3-8300-0102-9.
- Friedrich Prinz: Böhmen im mittelalterlichen Europa. Frühzeit, Hochmittelalter, Kolonisationsepoche. Beck, München 1984, ISBN 3-406-30228-9 (wissenschaftliches Standardwerk zur mittelalterlichen Geschichte Böhmens).
- Friedrich Prinz: Geschichte Böhmens 1848–1948. Langen Müller, München 1988, ISBN 3-7844-2190-3 (Standardwerk).
- Friedrich Prinz: Böhmen und Mähren (= Deutsche Geschichte im Osten Europas). Siedler, Berlin 1993, ISBN 3-88680-202-7 (populärwissenschaftlich, aber auf breitem wissenschaftlichem Fundament).
- Bernd Rill: Böhmen und Mähren – Geschichte im Herzen Mitteleuropas. Zwei Bände. Katz, Gernsbach 2006, ISBN 3-938047-17-8 (ausführlich, populärwissenschaftlich).
- Ferdinand Seibt: Deutschland und die Tschechen. Geschichte einer Nachbarschaft in der Mitte Europas (= Serie Piper, 1632). 3., aktualisierte Auflage. Piper, München/Zürich 1997, ISBN 3-492-21632-3 (Standardwerk zu den nachbarschaftlichen Beziehungen).

### Kulturgeschichte
- Erich Bachmann, Karl Schwarzenberg u. a. (Hrsg.): Romanik in Böhmen. Geschichte, Architektur, Malerei, Plastik und Kunstgewerbe. Prestel, München 1977, ISBN 3-7913-0391-0.
- Jiří Holý: Geschichte der tschechischen Literatur des 20. Jahrhunderts. Übers. v. Dominique Fliegler u. Hanna Vintr. Edition Praesens, Wien 2003, ISBN 3-7069-0145-5.
- Antonín Měšt'an: Geschichte der tschechischen Literatur im 19. und 20. Jahrhundert. Böhlau, Köln/Wien 1984, ISBN 3-412-01284-X.
- Hugo Rokyta: Die böhmischen Länder. Handbuch der Denkmäler und Gedenkstätten europäischer Kulturbeziehungen in den böhmischen Ländern. Drei Bände. Bd. 1: Prag. 2., überarb. und erw. Auflage. Vitalis, Prag 1995, ISBN 80-901621-7-7; Bd. 2: Böhmen. 2., überarb. und erw. Auflage. Vitalis, Prag 1997, ISBN 80-85938-23-5.
- Lillian Schacherl: Böhmen. Kulturbild einer Landschaft. Prestel, München 1966.
- Walter Schamschula: Geschichte der tschechischen Literatur. Drei Bände. Böhlau, Köln/Weimar/Wien 1990–2004; ISBN 3-412-01590-3, ISBN 3-412-02795-2 bzw. ISBN 3-412-07495-0.
- Ferdinand Seibt (Hrsg.): Böhmen im 19. Jahrhundert. Vom Klassizismus zur Moderne. Propyläen, Berlin/Frankfurt am Main 1995, ISBN 3-549-05448-3.
- Ferdinand Seibt, Božena Borgesa-Kormundová u. a. (Hrsg.): Renaissance in Böhmen. Geschichte, Wissenschaft, Architektur, Plastik, Malerei, Kunsthandwerk. Prestel, München 1985, ISBN 3-7913-0737-1.
- Jürgen Serke: Böhmische Dörfer. Wanderungen durch eine verlassene literarische Landschaft. Zsolnay, Wien/Hamburg 1987, ISBN 3-552-03926-0 (populärwissenschaftliches Standardwerk zur deutschsprachigen Literatur der böhmischen Länder).
- Karl Maria Swoboda (Hrsg.): Barock in Böhmen. Prestel, München 1964.
- Karl Maria Swoboda (Hrsg.): Gotik in Böhmen. Geschichte, Gesellschaftsgeschichte, Architektur, Plastik und Malerei. Prestel, München 1969.
- Ivonna Balgova (Übers.): Böhmische Dörfer …? Fragen an die deutsch-tschechische Geschichte. Dokumentation des Potsdamer Forums vom 2. Oktober 2002 im Alten Rathaus Potsdam. Deutsches Kulturforum östliches Europa e. V., 2. Auflage, Potsdam 2006, ISBN 978-3-936168-39-6.
- F. C. Watterich v. Watterichsburg: Handwörterbuch der Landeskunde des Königreichs Böhmen. Prag/Leitmeritz 1862, Neue Ausgabe (Volltext).